# E-Pedigree

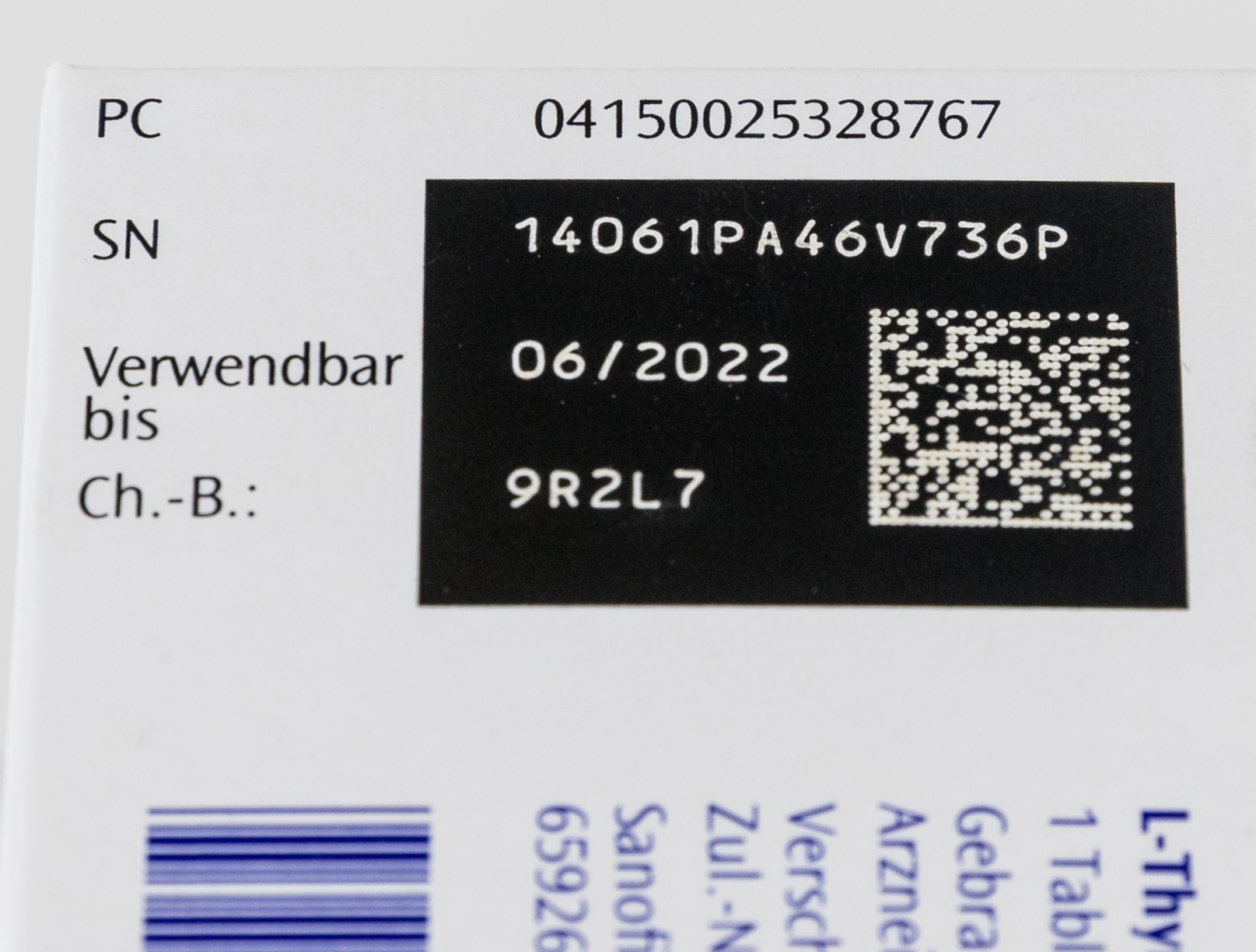
E-Pedigree-Kennzeichnung auf einer Packung Thyroxin

E-Pedigree, auch ePedigree (electronic pedigree = elektronischer Stammbaum), steht für das Kennzeichnen von Arzneimitteln mit einer eindeutigen Nummer und deren lückenlose Dokumentation über den gesamten Lebenszyklus des Präparats. Diese Rückverfolgbarkeit sorgt für Fälschungssicherheit und reduziert das Verlustrisiko der Hersteller.

## Gesetzliche Regelungen
Die US-amerikanische Food and Drug Administration (FDA) fordert seit Jahren, jede Pharmaverpackung eindeutig zu kennzeichnen. Bislang geschieht dies in der Regel paletten- oder containerweise, doch weder die Herkunft der einzelnen Packung noch ihre Echtheit lassen sich so zweifelsfrei nachweisen.
Der Staat Kalifornien plante ein Gesetz zur Serialisierung von E-Pedigree bereits für 2009, zwischenzeitlich wurde der Termin auf 2015 verschoben. Die Pharmaunternehmen und alle nachgelagerten Unternehmen erhalten dadurch mehr Zeit, ihre Betriebe den erhöhten Anforderungen anzupassen und die nötige technische Infrastruktur bereitzustellen. Der Aufschub dient auch dazu, verbindliche Standards für die gesamte Branche auszuarbeiten. Weitere US-amerikanische Bundesstaaten formulieren aktuell ebenfalls entsprechende Gesetze.
Der Europäische Verband der Pharmazeutischen Industrie (EFPIA) veröffentlichte in 2011 eine E-Pedigree-Richtlinie für alle Pharmaunternehmen in Europa. Die entsprechenden Vorschriften sind am 9. Februar 2019 in Kraft getreten. In Deutschland wurde die Richtlinie über eine Initiative der Apotheken und Unternehmen der pharmazeutischen Industrie durch das System securPharm umgesetzt.

## Das Verfahren
E-Pedigree setzt voraus, dass Milliarden eindeutiger Seriennummern generiert, auf Packungen gedruckt und die Lebensläufe aller Medikamente gespeichert werden.
Mit Hilfe eines zweidimensionalen Barcodes, des so genannten Data Matrix Codes, oder der Funktechnologie RFID (Radio Frequency Identification) können Unternehmen die Kennzahlen in codierter Form auf den Produkten anbringen und auslesen. Im Gegensatz zu RFID arbeitet der Barcode nicht mit Funk und ist daher selbst für biologische Substanzen wie Bakterienstämme unbedenklich. Bei besonders teuren Medikamenten ist zudem ein kombiniertes Verfahren möglich.
Um die jeweiligen Daten zu erfassen und abzugleichen, benötigen die Betriebe entsprechend Kameras zum Auslesen des Data Matrix Codes und/oder RFID-Lesegeräte. Anschließend sind alle Informationen zu jedem einzelnen Produkt in unternehmenseigenen Datenbanken jederzeit und bis zu 30 Jahre abrufbar.
Die Basisdaten eines elektronischen Stammbaums beinhalten folgende Informationen:
- Fertigungscharge
- Wirkstoffgehalt
- Verfalldatum
- elektronischer Produkt-Code und staatlicher Arzneimittel-Code
- Hersteller
- Vertriebsorganisation, Zwischen- und Großhändler, Apotheken
- eindeutige Kennung der Verkaufseinheit

Während bei E-Pedigree-Anwendungen in den USA vorwiegend RFID zum Einsatz kommt, empfiehlt der EFPIA in Europa, Pharmazeutika mit dem Data Matrix Code zu kennzeichnen, da RFID für diese Zwecke noch nicht ausgereift und zu teuer sei. Da der EFPIA nicht ausschließt, dass zu einem späteren Zeitpunkt auch RFID eingesetzt werden könnte, müssen die entsprechenden IT-Systeme in der Lage sein, sowohl Daten aus Datamatrix- als auch RFID-Verfahren gleichzeitig zu erfassen und abzugleichen.

## Produktsicherheit und minimiertes Verlustrisiko
Das oberste Ziel von E-Pedigree ist es, die Verbraucher vor Arzneimittelfälschungen zu schützen. Für die Hersteller sind darüber hinaus transparente Produktionsprozesse und Verteilungswege entscheidend.
Auch im Fall eines Medikamentenrückrufs bietet E-Pedigree Vorteile: In einem Produktionslauf werden bis zu 500.000 Fabrikate hergestellt, die an mehreren Tagen verpackt werden. Kommt es zu einer fehlerhaften Produktion – zum Beispiel infolge eines Systemausfalls – müsste ohne Serialisierung die komplette Charge vernichtet werden. Über eine entsprechende Seriennummer lässt sich jedoch leicht herausfinden, welche Packungen zur Zeit des Ausfalls hergestellt wurden. Das grenzt die Verluste der Unternehmen erheblich ein.
In Europa unterliegt die Serialisierung strengeren Vorschriften als in den USA. Statt fortlaufender Seriennummern setzt die Pharmaindustrie hier auf Zufallsnummern. So können die Betriebe verhindern, dass Fälscher sequenzielle Zahlenfolgen auf Grundlage ermittelter Produktionsgeschwindigkeiten hochrechnen.

## Transparenz für den Endverbraucher
Einige Pharmahersteller planen, den Stammbaum auch für die Endkunden nachvollziehbar zu machen. Hierfür wollen die Unternehmen alle Produktinformationen auf ihrer Webseite zugänglich machen. Der Kunde muss dort lediglich den Code von seiner Verpackung eingeben und erhält umgehend deren bisherigen Lebenslauf.
Eine andere Variante ist die MMS-Methode: Der Endverbraucher fotografiert mit seinem Handy den Data Matrix Code und schickt die Bildnachricht an eine Servicenummer. Der Hersteller antwortet mit den Informationen zur Geschichte des entsprechenden Medikaments.

## Auswirkungen auf die IT-Branche
E-Pedigree erfordert hochleistungsfähige, ausfallsichere Systeme, die den hohen Anforderungen der Branche gerecht werden: Alle eingesetzten IT-Systeme müssen nach Good Manufacturing Practice oder FDA-Richtlinien validiert sein. Darüber hinaus müssen sie sowohl Daten aus Datamatrix- als auch RFID-Verfahren gleichzeitig erfassen und abgleichen können.
Verschiedene Unternehmen haben entsprechende komplexe IT-Systeme entwickelt, welche eine Umsetzung von E-Pedigree ermöglichen. Dazu gehören beispielsweise Siemens IT Solutions and Services, IBM und Axway. Es sind auch Start-up-Unternehmen lediglich für diesen Markt gegründet worden, etwa ePedigree Solutions in Florida.